# نوبورو تاكه-شيتا
نوبورو تاكه-شيتا (باليابانية: 竹下 登 تاكه-شيتا نوبورو) (26 فبراير 1924 - 19 يونيو 2000) كان سياسي ياباني شغل منصب رئيس الوزراء الياباني الرابع والسبعين.

## روابط خارجية
- نوبورو تاكه-شيتا على موقع الموسوعة البريطانية (الإنجليزية)
- نوبورو تاكه-شيتا على موقع مونزينجر (الألمانية)